# Lakota (taal)
Het Lakota (Lakȟótiyapi), ook Lakhota, Teton en Teton Sioux genoemd, is een Siouxtaal die gesproken wordt door de Lakota. Het Lakota vormt een taalcontinuüm met westelijk Dakota, oostelijk Dakota, Assiniboine en Stoney en is onderling verstaanbaar met de eerste twee. De talen maken deel uit van de grotere Sioux-Catawba-taalfamilie. Het Lakota is in de 21e eeuw een van de grotere inheemse talen in de Verenigde Staten, met zo'n 2000 sprekers, voornamelijk in North Dakota en South Dakota. Vanaf eind 20e eeuw worden verschillende pogingen ondernomen om kennis van de taal te vergroten.